# San Adrián (Guasillo)

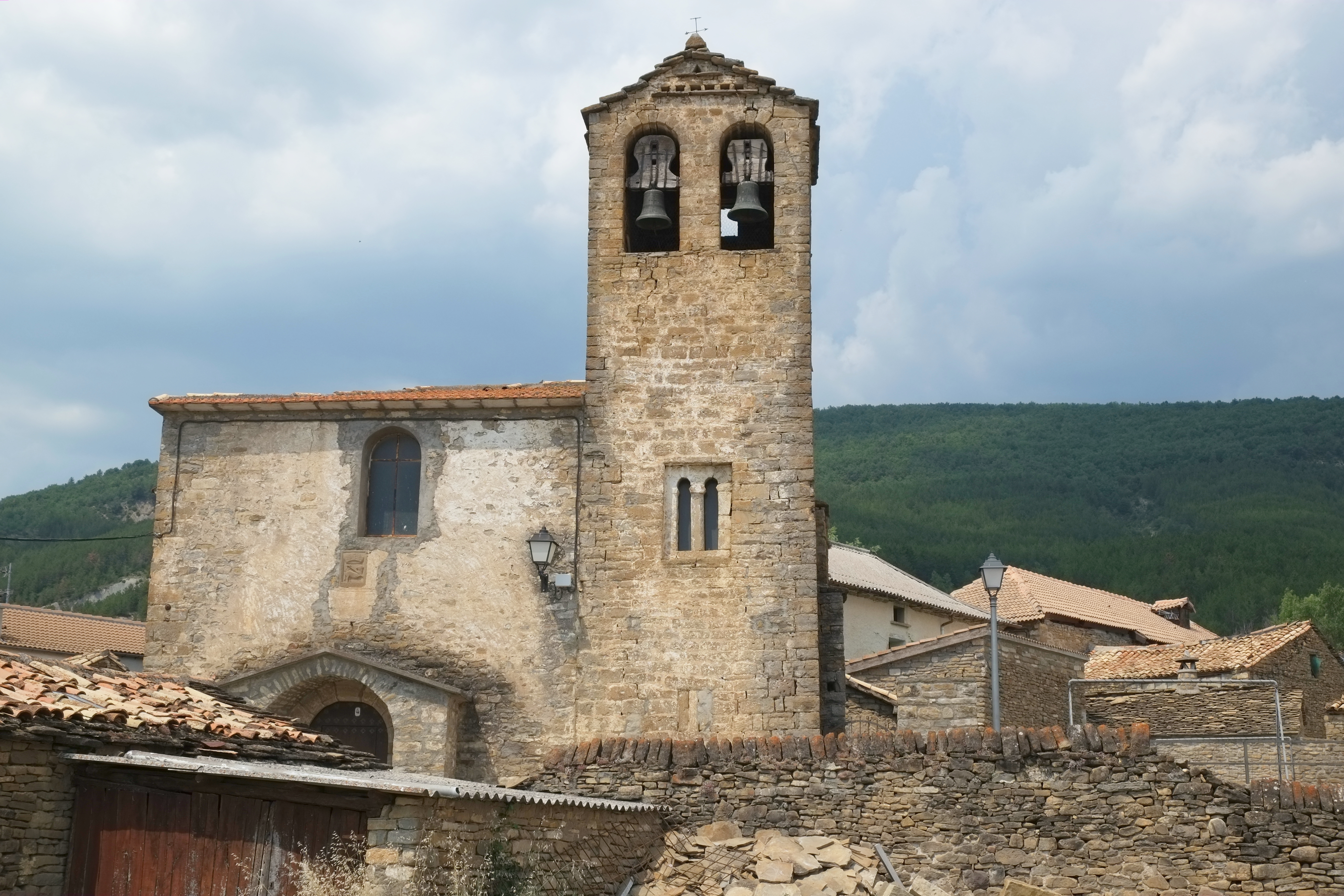
Pfarrkirche San Adrián

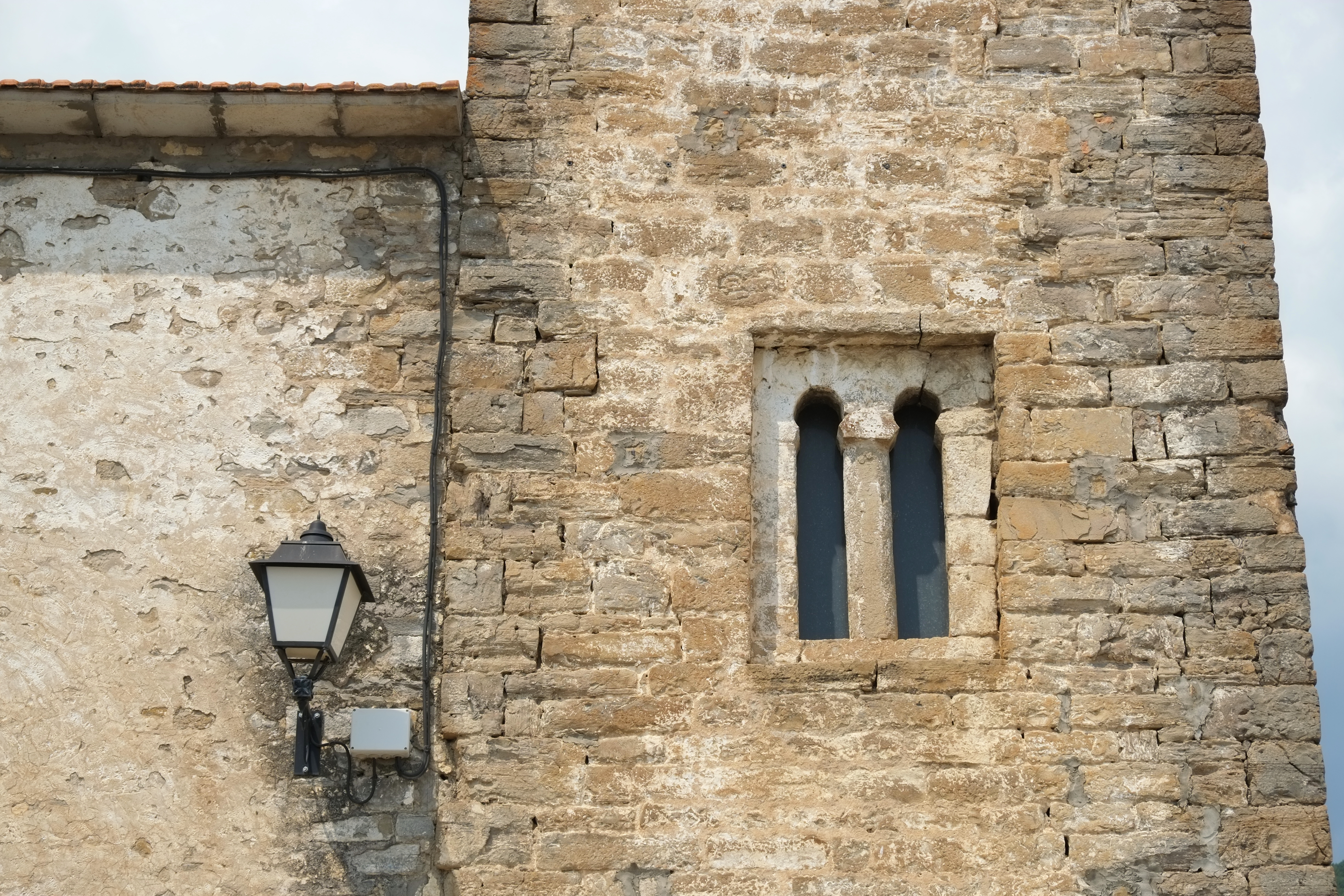
Zwillingsfenster am Turm

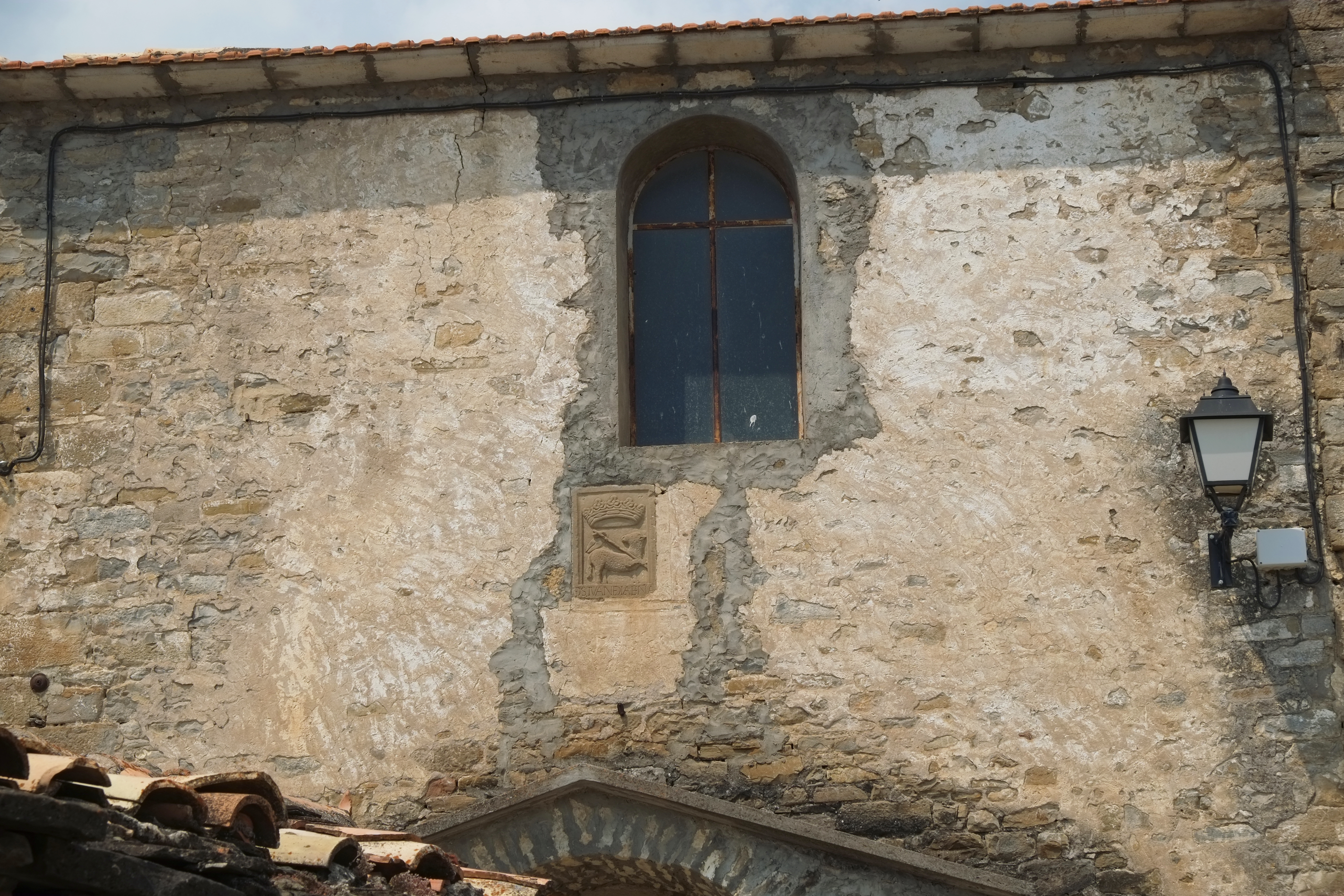
Südfassade, Relief mit dem Wappen des Klosters San Juan de la Peña

Die katholische Pfarrkirche San Adrián in Guasillo, einem Ortsteil von Jaca (Municipio), dem Hauptort der Jacetania in der Provinz Huesca der spanischen Autonomen Gemeinschaft Aragón, besitzt noch einen romanischen Glockenturm, dessen Entstehungszeit in die Mitte des 11. Jahrhunderts datiert wird. Die Kirche, die dem heiligen Adrian von Nikomedien geweiht ist, wurde größtenteils im 18. Jahrhundert errichtet und ist im Inneren im Stil des Barock ausgestattet.

## Architektur
Der über einem rechtwinkligen Grundriss errichtete Glockenturm könnte wegen seiner erhöhten Lage auch als Wachturm (Atalaya) genutzt worden sein. Der ungegliederte Turm, der neben der Südfassade an der Ostseite des Langhauses steht, weist zahlreiche, heute zugemauerte Öffnungen auf. An der Südseite seines mittleren Geschosses ist ein Zwillingsfenster mit Hufeisenbögen und monolithischer Mittelsäule eingeschnitten, das in einen vertieften Alfizrahmen eingebettet ist. Ähnliche Fensterformen findet man auch am Turm der Kirche San Pedro in Lárrede, deren Bau ebenfalls um 1050/60 datiert wird. Das Glockengeschoss mit den rundbogigen Klangarkaden wurde im 18. Jahrhundert erneuert. 
Das Portal an der Südseite des Langhauses ist in einen kleinen überdachten Mauervorsprung integriert. Auf dem Relief über dem Portal ist das Wappen des Klosters San Juan de la Peña dargestellt. Es zeigt das Lamm Gottes mit dem Kreuzstab, darüber eine Krone, und erinnert daran, dass die Kirche vom 11. bis ins 17. Jahrhundert im Besitz dieses Klosters war. 